# Chikwawa
Chikwawa – miasto w południowym Malawi, w Regionie Południowym. Według danych na rok 2008 liczyło 6 987 mieszkańców.